# Токіхіме-Мару
Токіхіме-Мару — транспортне судно, яке під час Другої світової війни брало участь у операціях японських збройних сил на Тихому океані.
Судно спорудили в 1935 році на верфі Mukaijima Dock в Ономічі для компанії Hamane Kisen.
У якийсь момент судно залучили до операцій японських збройних сил в Океанії. Відомо, що 30 січня 1944-го воно перебувало в затоці Ганза (північне узбережжя Нової Гвінеї, приблизно посередині між Веваком та Мадангом), де виявлене та потоплене літаками армійської авіації.